# デニーゼ (小惑星)
デニーゼ (667 Denise) は小惑星帯に位置する小惑星。アウグスト・コプフがハイデルベルクのケーニッヒシュトゥール天文台で発見した。
名前の由来についてはよくわかっていない。